# Бронепалубные крейсера типа «Бристоль»
Бронепалубные крейсера типа «Бристоль» — тип бронепалубных крейсеров Королевского военно-морского флота Великобритании времён Первой мировой войны. Всего построено 5 единиц: «Бристоль» (англ. Bristol), «Глазго» (англ. Glasgow), «Глостер» (англ. Gloucester), «Ливерпуль» (англ. Liverpool), «Ньюкасл» (англ. Newcastle). Переходный тип от бронепалубных крейсеров к лёгким. Закладывались как «защитники торговли» (англ. Trade protection cruisers). Также именуются «типом Town», поскольку все крейсера были названы в честь городов. Их улучшенной версией стали крейсера типа «Веймут».

## История создания
В начале XX века у Королевского флота возникла потребность в создании крейсеров, оснащённых турбинами и способных как к действиям в интересах главных сил флота, так и вести борьбу на морских коммуникациях. При этом германский флот, считавшийся главным вероятным противником, активно занимался строительством средних по размерам, неплохо вооружённых и быстроходных крейсеров. Британские бронепалубные крейсера старых проектов были слишком тихоходны, чтобы догнать их, а крейсера-скауты слишком плохо вооружены и защищены.

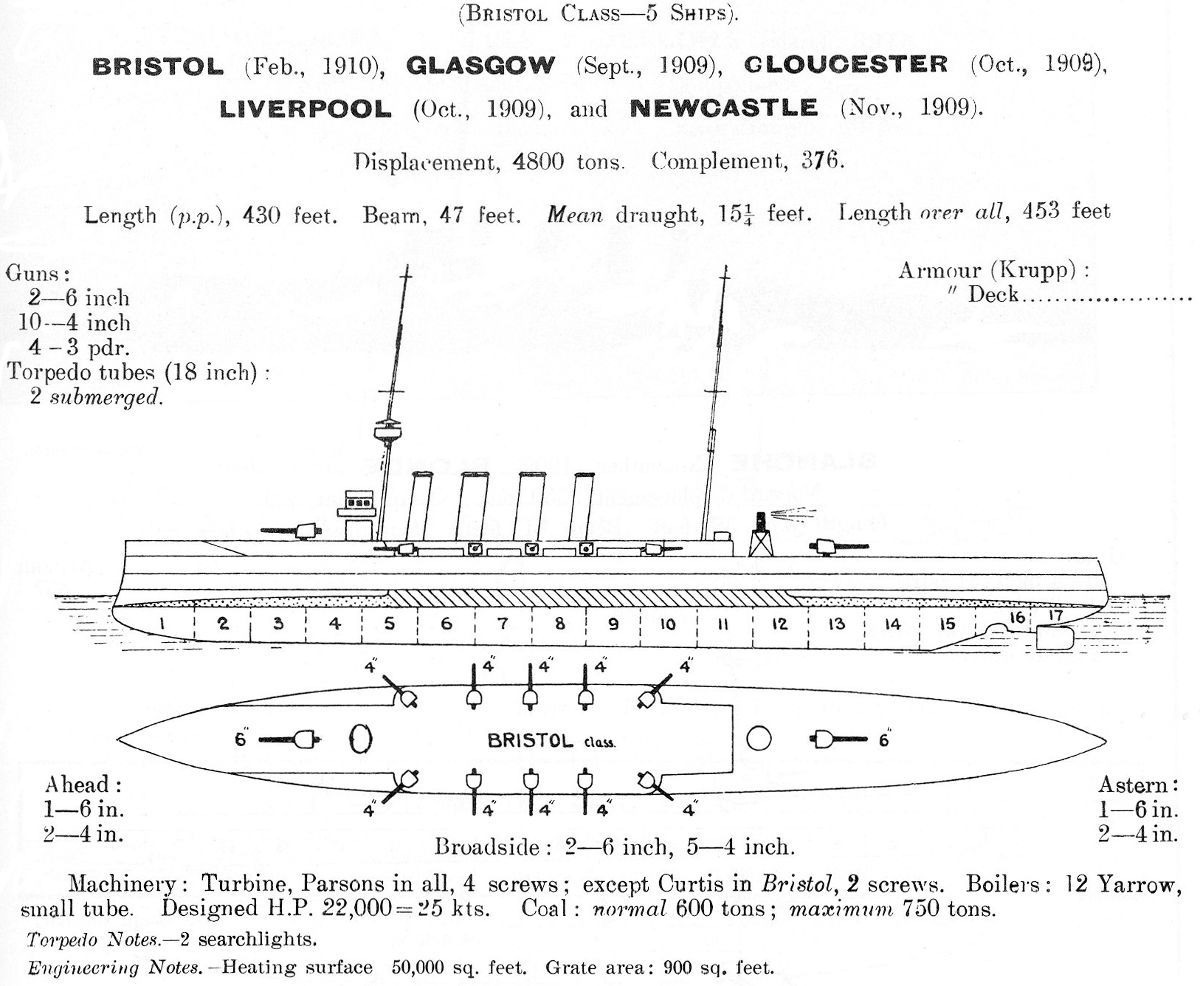
Крейсера типа «Бристоль». Схема.

Потерпев неудачу с крейсерами-скаутами, реформатор британского флота адмирал Д. Фишер предложил использовать для разведки крупные эсминцы, построенные по образцу «Свифта». Но подобное решение оставляло британские коммуникации без защиты современными крейсерами. Поэтому было решено построить ряд турбинных бронепалубных крейсеров II класса прежде всего для защиты торговли.
Исходный проект океанского защитника торговли основывался на крейсерах-скаутах типа «Бодицея», но увеличенный в размерах в сравнении с прототипом. Однако планируемое вооружение из 12 102-м орудий показалось заказчику слишком слабым, тем более, что они уступали немецкому 105-мм орудию по всем характеристикам и не имели никакой защиты для расчёта. Поэтому было предложено установить в носу и корме 152-мм орудия и защитить все пушки крейсера броневыми щитами. Это повлекло за собой рост водоизмещения.

## Служба
| Крейсера типа «Бристоль» | Крейсера типа «Бристоль»       | Крейсера типа «Бристоль»          | Крейсера типа «Бристоль»       | Крейсера типа «Бристоль»       | Крейсера типа «Бристоль»       |
| Представитель            | «Бристоль»                     | «Глазго»                          | «Глостер»                      | «Ливерпуль»                    | «Ньюкасл»                      |
| ------------------------ | ------------------------------ | --------------------------------- | ------------------------------ | ------------------------------ | ------------------------------ |
| Дата закладки            | 23 марта 1909 года             | 25 марта 1909 года                | 15 апреля 1909 года            | 17 февраля 1909 года           | 14 апреля 1909 года            |
| Дата спуска на воду      | 23 февраля 1910 года           | 30 сентября 1909 года             | 28 октября 1909 года           | 30 октября 1909 года           | 25 ноября 1909 года            |
| Дата ввода в строй       | декабрь 1910 года              | сентябрь 1910 года                | октябрь 1910 год               | октябрь 1910 год               | сентябрь 1910 года             |
| Судьба                   | В мае 1921 года продан на слом | В апреле 1927 года продан на слом | В мае 1921 года продан на слом | В мае 1921 года продан на слом | В мае 1921 года продан на слом |

### «Бристоль»
«Бристоль» был построен на верфи компании «Джон Браун» (англ. John Brown & Company) в Клайдбанке. Сразу после вступления в строй он входил в состав Гранд-Флита. 22 декабря 1912 года сел на мель в заливе Плимут-Саунд. В начале Первой мировой войны был отправлен в Южную Атлантику для участия в уничтожении эскадры адмирала Шпее, но не успел к сражению у Фолклендских островов. 8 декабря 1914 года захватил в районе Фолклендов германский транспорт «Македония». До конца 1914 года оставался в южноамериканских водах, участвуя в поисках немецкого крейсера «Дрезден». В начале 1915 года был отправлен в Средиземное море. В 1916—1917 годах действовал в Адриатическом море. Вернулся в Южную Атлантику в 1918 году. В июне 1919 года был выведен в резерв и поставлен в Портсмуте. В мае 1920 года «Бристоль» исключили их списков флота.